# Blanche Bingleyová
Blanche Bingley (3. listopadu 1863, Greenford, Ealing – 6. srpnu 1946, Londýn) byla anglická tenistka, šestinásobná vítězka dvouhry ve Wimbledonu.

## Osobní život
Narodila se v Greenfordu, londýnském obvodu Ealing, kde hrála za tenisový oddíl „Ealing Lawn Tennis & Archery Club“. V roce 1884 byla jednou ze třinácti hráček, které se zúčastnily dvouhry 1. ročníku nejslavnějšího turnaje světa ve Wimbledonu. První ze svých šesti titulů získala o dva roky později v roku 1886, když ve finále porazila dvojnásobnou obhájkyni Maud Watsonovou 6–3, 6–3. Mimo šesti vítězství se ještě probojovala do dalších sedmi finále. Celkový počet třinácti finálových utkání ve čtrnácti ročnících zůstal do současnosti turnajovým rekordem, i když do roku 1901 byl Wimbledon otevřen jen pro britské tenisty. Byla druhou nejlepší hráčkou své doby, lepších výsledků dosáhla jen Lottie Dodová, která ji ve wimbledonských finále porazila pětkrát.
Provdala se za George Whitesidea Hillyarda, jednoho z předních tenistů v éře 1886 až 1914. Byl také hráčem kriketu, který nastupoval za kluby Middlesex a Leicestershire. V letech 1907 až 1925 zastával funkci ředitele turnaje ve Wimbledonu. Bingleová je díky sňatku v některých statistikách uváděna pod jménem Blanche Bingleyová Hillyardová. Ve 37 letech se naposledy probojovala do wimbledonského finále a na turnaji startovala až do roku 1912, kdy jí bylo 48 let.
Během kariéry také vyhrála třikrát Mistrovství Irska a dvakrát Mistrovství Německa v tenise.
Zemřela v Londýně roku 1946.

## Grand Slam – statistika
- Wimbledon
  - Vítězka dvouhry: 1886, 1889, 1894, 1897, 1899, 1900
  - Finalistka dvouhry:1885, 1887, 1888, 1891, 1892, 1893, 1901

## Finálová utkání na Grand Slamu

### Vítězství (6)
| Rok  | Turnaj        | Finalistka                    | Výsledek      |
| 1886 | Wimbledon     | Maud Watsonová                | 6–3, 6–3      |
| 1889 | Wimbledon (2) | Helena Riceová                | 4–6, 8–6, 6–4 |
| 1894 | Wimbledon (3) | Edith Austinová               | 6–1, 6–1      |
| 1897 | Wimbledon (4) | Charlotte Cooperová Sterryová | 5–7, 7–5, 6–2 |
| 1899 | Wimbledon (5) | Charlotte Cooperová Sterryová | 6–2, 6–3      |
| 1900 | Wimbledon (6) | Charlotte Cooperová Sterryová | 4–6, 6–4, 6–4 |

### Finalistka (7)
| Rok  | Turnaj    | Vítězka                       | Výsledek      |
| 1885 | Wimbledon | Maud Watsonová                | 6–1, 7–5      |
| 1887 | Wimbledon | Lottie Dodová                 | 6–2, 6–0      |
| 1888 | Wimbledon | Lottie Dodová                 | 6–3, 6–3      |
| 1891 | Wimbledon | Lottie Dodová                 | 6–2, 6–1      |
| 1892 | Wimbledon | Lottie Dodová                 | 6–1, 6–1      |
| 1893 | Wimbledon | Lottie Dodová                 | 6–8, 6–1, 6–4 |
| 1901 | Wimbledon | Charlotte Cooperová Sterryová | 6–2, 6–2      |